# Im toten Winkel – Hitlers Sekretärin
Im toten Winkel – Hitlers Sekretärin ist ein Dokumentarfilm aus dem Jahr 2002 von André Heller und Othmar Schmiderer.

## Inhalt
Inhalt der Dokumentation ist ein Interview mit Traudl Junge, der ehemaligen Sekretärin von Adolf Hitler. Junge erzählt ihre Geschichte mit dem „Führer“ aus ihrer subjektiven Sicht.

## Hintergrund
Zwei Ausschnitte aus diesem Film, einer ganz am Anfang, der zweite am Ende, sind im Film Der Untergang aus dem Jahr 2004 enthalten, der wiederum unter anderem auf dem Buch Bis zur letzten Stunde (von Melissa Müller und Traudl Junge) basiert.
Im toten Winkel wurde in der Edition Der österreichische Film als DVD veröffentlicht.

## Auszeichnungen
- Panorama-Publikumspreis der Berlinale 2002
- Gold Plaque beim Chicago International Film Festival 2002
- Nominierung für den Europäischen Filmpreis 2002 in der Kategorie Bester Dokumentarfilm